# Fritzens
Fritzens est une commune autrichienne du district d'Innsbruck-Land dans le Tyrol.

## Histoire
Des recherches archéologiques ont montré que Fritzens était un lieu habité du temps des Rhètes, au second âge du fer - d'où la dénomination de la culture de Fritzens-Sanzeno.